# Labohan
Labohan is een bestuurslaag in het regentschap Aceh Timur van de provincie Atjeh, Indonesië. Labohan telt 753 inwoners (volkstelling 2010).